# أورين هنري إنغرام سينيور
أورين هنري إنغرام سينيور (بالإنجليزية: Orrin Henry Ingram, Sr.)‏ هو شخصية أعمال أمريكي، ولد في 26 يونيو 1904 في يو كلير في الولايات المتحدة، وتوفي في 25 أبريل 1963 في ناشفيل في الولايات المتحدة.